# Copa Sudamericana 2025
Navigation
Édition 2024 Édition 2026
La Copa Sudamericana 2025 est la 24e édition de la compétition inter-clubs sud-américaine de football de deuxième niveau. 
Cette compétition organisée par la CONMEBOL oppose des clubs sud-américains qui se sont illustrés dans leurs championnats respectifs la saison précédente.
Le vainqueur de la Copa Sudamericana se qualifie pour la Copa Libertadores 2026 et la Recopa Sudamericana 2025.

## Désignation de la ville hôte de la finale
Le 10 avril 2024, la ville de Santa Cruz de la Sierra est désigné comme hôte de la finale de la compétition dans un stade qu'il reste à confirmer.

## Format
Le format de cette compétition est identique à celui des éditions précédentes. Les nations présentent 4 ou 6 clubs en fonction d'un classement établi par la CONMEBOL, qui sont qualifiés pour le premier tour de qualification ou la phase de groupes.
Les équipes franchissant le tour de qualification rejoignent les équipes qualifiées d'office ainsi que les quatre perdants du troisième tour préliminaire de la Copa Libertadores 2025 et sont réparties dans quatre chapeaux de 8 équipes selon le classement des clubs de la CONMEBOL.
La phase de groupe de la compétition est composée de 8 groupes de 4 équipes et la phase finale de quatre tours allant des huitièmes de finale jusqu'à la finale. Cependant, avant les huitièmes de finale un tour de barrage entre les huit deuxièmes de groupes et les huit troisièmes de groupe de la Copa Libertadores 2025 s'affrontent lors de barrages avant les huitièmes de finale.

## Participants
56 équipes  provenant de 10 associations membres de la CONMEBOL participent à la Copa Sudamericana 2025, dont 12 reversées de Copa Libertadores 2025 entrant à divers stade de la compétition.
D'après le classement de la CONMEBOL des championnats, une liste définit le nombre de clubs qu’une association a le droit d’envoyer :
- Les associations aux places 1 et 2 envoient six clubs en phase de groupes ;
- Les associations aux places 3 à 10 envoient quatre clubs au tour de qualification.

| Brésil (1er Classement COMNEBOL)                                | Brésil (1er Classement COMNEBOL) | Argentine (2e Classement COMNEBOL) | Argentine (2e Classement COMNEBOL) |
| --------------------------------------------------------------- | -------------------------------- | ---------------------------------- | ---------------------------------- |
| 9e du Championnat 2024                                          | Cruzeiro EC                      | 4e Classement général saison 2024  | CD Godoy Cruz AT                   |
| 10e du Championnat 2024                                         | CR Vasco da Gama                 | 5e Classement général saison 2024  | CA Independiente                   |
| 11e du Championnat 2024                                         | EC Vitória                       | 6e Classement général saison 2024  | CA Huracán                         |
| 12e du Championnat 2024                                         | Atlético Mineiro                 | 7e Classement général saison 2024  | CA Unión                           |
| 13e du Championnat 2024                                         | Fluminense FC                    | 8e Classement général saison 2024  | CA Lanús                           |
| 14e du Championnat 2024                                         | Grêmio Porto Alegrense           | 9e Classement général saison 2024  | Defensa y Justicia                 |
| Reversés du troisième tour préliminaire de la Copa Libertadores |                                  |                                    |                                    |
| Reversés du 3e tour préliminaire                                | Reversés du 3e tour préliminaire | CD Iquique                         | CD Iquique                         |
| Reversés du 3e tour préliminaire                                | Reversés du 3e tour préliminaire | CA Boston River                    |                                    |
| Reversés du 3e tour préliminaire                                | Reversés du 3e tour préliminaire | FBC Melgar                         |                                    |
| Reversés du 3e tour préliminaire                                | Reversés du 3e tour préliminaire | SC Corinthians                     |                                    |

| Chili (3e Classement COMNEBOL)    | Chili (3e Classement COMNEBOL)    | Colombie (4e Classement COMNEBOL)   | Colombie (4e Classement COMNEBOL)   |
| --------------------------------- | --------------------------------- | ----------------------------------- | ----------------------------------- |
| 4e du Championnat 2024            | CD Palestino                      | 3e Classement cumulé 2024           | Millonarios FC                      |
| 5e du Championnat 2024            | Universidad Católica              | 5e Classement cumulé 2024           | Once Caldas                         |
| 6e du Championnat 2024            | Unión Española                    | 6e Classement cumulé 2024           | Junior de Barranquilla              |
| 7e du Championnat 2024            | CD Everton                        | 8e Classement cumulé 2024           | América de Cali                     |
| Bolivie (5e Classement COMNEBOL)  | Bolivie (5e Classement COMNEBOL)  | Équateur (6e Classement COMNEBOL)   | Équateur (6e Classement COMNEBOL)   |
| Finaliste Tournoi Ouverture 2024  | FC Universitario                  | 4e Classement cumulé 2024           | CD Universidad Católica             |
| 3e Classement cumulé 2024         | Club Aurora                       | 5e Classement cumulé 2024           | SD Aucas                            |
| 4e Classement cumulé 2024         | CAN Potosí                        | 6e Classement cumulé 2024           | Mushuc Runa SC                      |
| 5e Classement cumulé 2024         | Club Gualberto Villarroel         | 7e Classement cumulé 2024           | Orense SC                           |
| Paraguay (7e Classement COMNEBOL) | Paraguay (7e Classement COMNEBOL) | Pérou (8e Classement COMNEBOL)      | Pérou (8e Classement COMNEBOL)      |
| 4e Classement cumulé 2024         | Club Guaraní                      | 5e du championnat 2024              | Cusco FC                            |
| 5e Classement cumulé 2024         | CS 2 de Mayo                      | 6e du championnat 2024              | Cienciano Cusco                     |
| 6e Classement cumulé 2024         | CS Luqueño                        | 7e du championnat 2024              | Atlético Grau                       |
| 7e Classement cumulé 2024         | CS Ameliano                       | 8e du championnat 2024              | AD Tarma                            |
| Uruguay (9e Classement COMNEBOL)  | Uruguay (9e Classement COMNEBOL)  | Venezuela (10e Classement COMNEBOL) | Venezuela (10e Classement COMNEBOL) |
| 5e Classement cumulé 2024         | Cerro Largo FC                    | Finaliste Tournoi Ouverture 2024    | Metropolitanos FC                   |
| 6e Classement cumulé 2024         | Danubio FC                        | 5e Classement cumulé 2024           | Deportivo La Guaira                 |
| 7e Classement cumulé 2024         | Racing Club                       | 7e Classement cumulé 2024           | Academia Puerto Cabello             |
| 8e Classement cumulé 2024         | Montevideo Wanderers FC           | 8e Classement cumulé 2024           | Caracas FC                          |

| Reversés de phase de groupes de la Copa Libertadores | Reversés de phase de groupes de la Copa Libertadores | Reversés de phase de groupes de la Copa Libertadores | Reversés de phase de groupes de la Copa Libertadores |
| ---------------------------------------------------- | ---------------------------------------------------- | ---------------------------------------------------- | ---------------------------------------------------- |
| Reversés groupes de la Copa Libertadores 2025        | Reversés groupes de la Copa Libertadores 2025        | CD San Antonio Bulo Bulo                             | CD San Antonio Bulo Bulo                             |
| Reversés groupes de la Copa Libertadores 2025        | Reversés groupes de la Copa Libertadores 2025        | CF Universidad de Chile                              |                                                      |
| Reversés groupes de la Copa Libertadores 2025        | Reversés groupes de la Copa Libertadores 2025        | CA Central Córdoba                                   |                                                      |
| Reversés groupes de la Copa Libertadores 2025        | Reversés groupes de la Copa Libertadores 2025        | EC Bahia                                             |                                                      |
| Reversés groupes de la Copa Libertadores 2025        | Reversés groupes de la Copa Libertadores 2025        | Club Bolívar                                         |                                                      |
| Reversés groupes de la Copa Libertadores 2025        | Reversés groupes de la Copa Libertadores 2025        | Independiente del Valle                              |                                                      |
| Reversés groupes de la Copa Libertadores 2025        | Reversés groupes de la Copa Libertadores 2025        | Alianza Lima                                         |                                                      |
| Reversés groupes de la Copa Libertadores 2025        | Reversés groupes de la Copa Libertadores 2025        | Atlético Bucaramanga                                 |                                                      |

## Calendrier
| Nom                                             | Tirage au sort | Match aller     | Match retour    | Nombre de participants |
| ----------------------------------------------- | -------------- | --------------- | --------------- | ---------------------- |
| Tour préliminaire (2025)                        |                |                 |                 |                        |
| Tour préliminaire                               | 19 décembre    | 4-6 mars        | 4-6 mars        | 32                     |
| Phase de groupes (2025)                         |                |                 |                 |                        |
| Journées 1 et 4 Journées 2 et 5 Journées 3 et 6 | 17 mars        | 2 avril-28 mai  | 2 avril-28 mai  | 32 (16+16)             |
| Phase finale (2025)                             |                |                 |                 |                        |
| Barrages                                        | Pas de tirage  | 15-17 juillet   | 22-24 juillet   | 16 (8+8)               |
| Huitièmes de finale                             | 4 juin         | 12-14 aout      | 19-21 aout      | 16                     |
| Quarts de finale                                | 4 juin         | 16-18 septembre | 23-25 septembre | 8                      |
| Demi-finales                                    | 4 juin         | 21-23 octobre   | 28-30 octobre   | 4                      |
| Finale                                          | 4 juin         | 22 novembre     | 22 novembre     | 2                      |

## Tour préliminaire
Les trente-deux équipes participantes s'affrontent sur un seul match au sein de leur propre pays afin de désigner deux équipes locales pour participer à la phase de groupes. 
Ce tour concerne les équipes classées de la 5e place à la 8e place des championnats classés entre la 3e et la 10e place, à l'exception des clubs colombiens qui sont qualifiés selon le classement cumulé des deux tournois annuels.
| Équipe                  | Score               | Équipe                    |
| ----------------------- | ------------------- | ------------------------- |
| Universidad Católica    | 1 - 1 (Tab : 4 - 5) | CD Palestino              |
| Unión Española          | 2 - 2 (Tab : 3 - 1) | CD Everton                |
| Junior de Barranquilla  | 2 - 2 (Tab : 3 - 4) | América de Cali           |
| Once Caldas             | 1 - 0               | Millonarios FC            |
| FC Universitario        | 0 - 1               | CAN Potosí                |
| Club Aurora             | 0 - 1               | Club Gualberto Villarroel |
| Mushuc Runa SC          | 2 - 1               | Orense SC                 |
| CD Universidad Católica | 0 - 0 (Tab : 4 - 2) | SD Aucas                  |
| CS Luqueño              | 2 - 0               | CS Ameliano               |
| Club Guaraní            | 2 - 0               | CS 2 de Mayo              |
| AD Tarma                | 1 - 1 (Tab : 5 - 6) | Cienciano Cusco           |
| Atlético Grau           | 0 - 0 (Tab : 4 - 2) | Cusco FC                  |
| Racing Club             | 0 - 0 (Tab : 4 - 2) | Montevideo Wanderers FC   |
| Cerro Largo FC          | 2 - 2 (Tab : 4 - 3) | Danubio FC                |
| Academia Puerto Cabello | 3 - 0               | Metropolitanos FC         |
| Deportivo La Guaira     | 0 - 2               | Caracas FC                |

## Phase de groupe

### Format et tirage au sort
Les trente-deux équipes participantes sont placées dans quatre pots de huit équipes en fonction de leur place au classement des clubs de la CONMEBOL,. 
Pot du tirage au sort
| Pot 1                        | Pot 2                         | Pot 3                          | Pot 4                                  |
| ---------------------------- | ----------------------------- | ------------------------------ | -------------------------------------- |
| Atlético Mineiro (7e)        | Club Guaraní (47e)            | Once Caldas (96e)              | Mushuc Runa SC (232e)                  |
| Fluminense FC (10e)          | CD Palestino (55e)            | Racing Club (100e)             | Atlético Grau (250e)                   |
| Grêmio Porto Alegrense (11e) | Caracas FC (58e)              | CA Unión (101e)                | EC Vitória (256e)                      |
| CA Independiente (22e)       | CR Vasco da Gama (66e)        | CAN Potosí (113e)              | Club Gualberto Villarroel (Non Classé) |
| Cruzeiro EC (26e)            | CA Huracán (70e)              | Cienciano Cusco (118e)         | CD Iquique (Libertadores 1)            |
| CA Lanús (30e)               | CD Universidad Católica (71e) | CS Luqueño (123e)              | CA Boston River (Libertadores 2)       |
| Defensa y Justicia (33e)     | Unión Española (79e)          | Academia Puerto Cabello (159e) | FBC Melgar (Libertadores 3)            |
| América de Cali (40e)        | CD Godoy Cruz AT (80e)        | Cerro Largo FC (192e)          | SC Corinthians (Libertadores 4)        |

### Classements et résultats
| Légende des classements - Qualifié pour les huitièmes de finale - Qualifié pour les barrages | 0 | Légende des résultats - Victoire à domicile - Match nul - Victoire à l'extérieur |

#### Groupe A
| Rang | Équipe             | Pts | J | G | N | P | Bp | Bc | Diff |  | Résultats (▼ dom., ► ext.) |     |     |     |     |
| ---- | ------------------ | --- | - | - | - | - | -- | -- | ---- |  | -------------------------- | --- | --- | --- | --- |
| 1    | CA Independiente   | 12  | 6 | 4 | 0 | 2 | 16 | 6  | +10  |  | CA Independiente           |     | 1-0 | 2-1 | 7-0 |
| 2    | Club Guaraní       | 8   | 6 | 2 | 2 | 2 | 9  | 12 | -3   |  | Club Guaraní               | 2-1 |     | 0-5 | 2-0 |
| 3    | CA Boston River    | 7   | 6 | 2 | 1 | 3 | 12 | 14 | -2   |  | CA Boston River            | 1-5 | 3-3 |     | 2-1 |
| 4    | CA Nacional Potosí | 7   | 6 | 2 | 1 | 3 | 8  | 13 | -5   |  | CA Nacional Potosí         | 2-0 | 2-2 | 3-0 |     |

#### Groupe B
| Rang | Équipe                  | Pts | J | G | N | P | Bp | Bc | Diff |  | Résultats (▼ dom., ► ext.) |     |     |     |     |
| ---- | ----------------------- | --- | - | - | - | - | -- | -- | ---- |  | -------------------------- | --- | --- | --- | --- |
| 1    | CD Universidad Católica | 14  | 6 | 4 | 2 | 0 | 12 | 5  | +7   |  | CD Universidad Católica    |     | 3-1 | 1-0 | 3-1 |
| 2    | Cerro Largo FC          | 7   | 6 | 2 | 1 | 3 | 5  | 8  | -3   |  | Cerro Largo FC             | 1-3 |     | 0-1 | 0-0 |
| 3    | EC Vitória              | 6   | 6 | 1 | 3 | 2 | 3  | 4  | -1   |  | EC Vitória                 | 1-1 | 0-1 |     | 1-1 |
| 4    | Defensa y Justicia      | 4   | 6 | 0 | 4 | 2 | 4  | 7  | -3   |  | Defensa y Justicia         | 1-1 | 1-2 | 0-0 |     |

#### Groupe C
| Rang | Équipe          | Pts | J | G | N | P | Bp | Bc | Diff |  | Résultats (▼ dom., ► ext.) |     |     |     |     |
| ---- | --------------- | --- | - | - | - | - | -- | -- | ---- |  | -------------------------- | --- | --- | --- | --- |
| 1    | CA Huracán      | 14  | 6 | 4 | 2 | 0 | 11 | 2  | +9   |  | CA Huracán                 |     | 0-0 | 1-0 | 5-0 |
| 2    | América de Cali | 8   | 6 | 1 | 5 | 0 | 6  | 4  | +2   |  | América de Cali            | 0-0 |     | 1-1 | 1-1 |
| 3    | SC Corinthians  | 8   | 6 | 2 | 2 | 2 | 5  | 5  | 0    |  | SC Corinthians             | 1-2 | 1-1 |     | 1-0 |
| 4    | RC Montevideo   | 1   | 6 | 0 | 1 | 5 | 3  | 14 | -11  |  | RC Montevideo              | 1-3 | 1-3 | 0-1 |     |

#### Groupe D
| Rang | Équipe                 | Pts | J | G | N | P | Bp | Bc | Diff |  | Résultats (▼ dom., ► ext.) |     |     |     |     |
| ---- | ---------------------- | --- | - | - | - | - | -- | -- | ---- |  | -------------------------- | --- | --- | --- | --- |
| 1    | CD Godoy Cruz          | 12  | 6 | 3 | 3 | 0 | 10 | 5  | +5   |  | CD Godoy Cruz              |     | 2-2 | 2-2 | 2-0 |
| 2    | Grêmio Porto Alegrense | 12  | 6 | 3 | 3 | 0 | 8  | 4  | +4   |  | Grêmio Porto Alegrense     | 1-1 |     | 2-0 | 1-0 |
| 3    | CA Grau                | 4   | 6 | 0 | 4 | 2 | 5  | 9  | -4   |  | CA Grau                    | 0-2 | 0-0 |     | 2-2 |
| 4    | CS Luqueño             | 2   | 6 | 0 | 2 | 4 | 4  | 9  | -5   |  | CS Luqueño                 | 0-1 | 1-2 | 1-1 |     |

#### Groupe E
| Rang | Équipe         | Pts | J | G | N | P | Bp | Bc | Diff |  | Résultats (▼ dom., ► ext.) |     |     |     |     |
| ---- | -------------- | --- | - | - | - | - | -- | -- | ---- |  | -------------------------- | --- | --- | --- | --- |
| 1    | Mushuc Runa SC | 16  | 6 | 5 | 1 | 0 | 12 | 4  | +8   |  | Mushuc Runa SC             |     | 3-2 | 1-1 | 3-0 |
| 2    | CD Palestino   | 9   | 6 | 3 | 0 | 3 | 9  | 9  | 0    |  | CD Palestino               | 0-2 |     | 2-1 | 2-0 |
| 3    | Cruzeiro EC    | 5   | 6 | 1 | 2 | 3 | 5  | 7  | -2   |  | Cruzeiro EC                | 1-2 | 2-1 |     | 0-0 |
| 4    | CA Unión       | 4   | 6 | 1 | 1 | 4 | 2  | 8  | -6   |  | CA Unión                   | 0-1 | 1-2 | 1-0 |     |

#### Groupe F
| Rang | Équipe                    | Pts | J | G | N | P | Bp | Bc | Diff |  | Résultats (▼ dom., ► ext.) |     |     |     |     |
| ---- | ------------------------- | --- | - | - | - | - | -- | -- | ---- |  | -------------------------- | --- | --- | --- | --- |
| 1    | Fluminense FC             | 13  | 6 | 4 | 1 | 1 | 11 | 2  | +9   |  | Fluminense FC              |     | 2-0 | 2-0 | 5-0 |
| 2    | Once Caldas               | 12  | 6 | 4 | 0 | 2 | 8  | 6  | +2   |  | Once Caldas                | 0-1 |     | 1-0 | 2-1 |
| 3    | CD Unión Española         | 5   | 6 | 1 | 2 | 3 | 6  | 7  | -1   |  | CD Unión Española          | 1-1 | 0-2 |     | 4-0 |
| 4    | Club Gualberto Villarroel | 4   | 6 | 1 | 1 | 4 | 5  | 15 | -10  |  | Club Gualberto Villarroel  | 1-0 | 2-3 | 1-1 |     |

#### Groupe G
| Rang | Équipe                  | Pts | J | G | N | P | Bp | Bc | Diff |  | Résultats (▼ dom., ► ext.) |     |     |     |     |
| ---- | ----------------------- | --- | - | - | - | - | -- | -- | ---- |  | -------------------------- | --- | --- | --- | --- |
| 1    | CA Lanús                | 12  | 6 | 3 | 3 | 0 | 9  | 4  | +5   |  | CA Lanús                   |     | 1-0 | 3-0 | 2-2 |
| 2    | CR Vasco da Gama        | 8   | 6 | 2 | 2 | 2 | 8  | 8  | 0    |  | CR Vasco da Gama           | 0-0 |     | 3-0 | 1-0 |
| 3    | FBC Melgar              | 7   | 6 | 2 | 1 | 3 | 5  | 10 | -5   |  | FBC Melgar                 | 0-1 | 3-3 |     | 1-0 |
| 4    | Academia Puerto Cabello | 5   | 6 | 1 | 2 | 3 | 8  | 8  | 0    |  | Academia Puerto Cabello    | 2-2 | 4-1 | 0-1 |     |

#### Groupe H
| Rang | Équipe              | Pts | J | G | N | P | Bp | Bc | Diff |  | Résultats (▼ dom., ► ext.) |     |     |     |     |
| ---- | ------------------- | --- | - | - | - | - | -- | -- | ---- |  | -------------------------- | --- | --- | --- | --- |
| 1    | Cienciano del Cusco | 10  | 6 | 2 | 4 | 0 | 12 | 6  | +6   |  | Cienciano del Cusco        |     | 0-0 | 3-1 | 4-0 |
| 2    | CA Mineiro          | 9   | 6 | 2 | 3 | 1 | 11 | 6  | +5   |  | CA Mineiro                 | 1-1 |     | 3-1 | 4-0 |
| 3    | Caracas FC          | 8   | 6 | 2 | 2 | 2 | 9  | 11 | -2   |  | Caracas FC                 | 2-2 | 1-1 |     | 2-1 |
| 4    | CD Iquique          | 4   | 6 | 1 | 1 | 4 | 7  | 16 | -9   |  | CD Iquique                 | 2-2 | 3-2 | 1-2 |     |

## Barrages
Ce tour concerne les équipes classées à la 2e place des groupes de Sudamericana et les équipes classées à la 3e place des groupes de Libertadores.
| Les 16 qualifiés pour le tirage au sort | Les 16 qualifiés pour le tirage au sort | Les 16 qualifiés pour le tirage au sort |
| Groupe                                  | Pot 1 - 3e de groupe de Libertadores    | Pot 2 - 2e de groupe de Sudamericana    |
| --------------------------------------- | --------------------------------------- | --------------------------------------- |
| A                                       | CF Universidad de Chile                 | Club Guaraní                            |
| B                                       | Independiente del Valle                 | Cerro Largo FC                          |
| C                                       | CA Central Córdoba                      | América de Cali                         |
| D                                       | Alianza Lima                            | Grêmio Porto Alegrense                  |
| E                                       | Atlético Bucaramanga                    | CD Palestino                            |
| F                                       | EC Bahia                                | Once Caldas                             |
| G                                       | Club Bolívar                            | CR Vasco da Gama                        |
| H                                       | CD San Antonio Bulo Bulo                | CA Mineiro                              |

Les seize équipes participantes s'affrontent lors de confrontations aller-retour entre une équipe de la Copa Libertadores et une de la Copa Sudamericana afin de désigner deux équipes pour participer à la phase finales. 
| Équipe                   | Aller | Total               | Retour | Équipe                 |
| ------------------------ | ----- | ------------------- | ------ | ---------------------- |
| Alianza Lima             | 2 - 0 | 3 - 1               | 1 - 1  | Grêmio Porto Alegrense |
| CD San Antonio Bulo Bulo | 0 - 3 | 0 - 7               | 0 - 4  | Once Caldas            |
| Atlético Bucaramanga     | 0 - 1 | 1 - 1 (Tab : 1 - 3) | 1 - 0  | CA Mineiro             |
| Club Bolívar             | 3 - 0 | 6 - 0               | 3 - 0  | CD Palestino           |
| EC Bahia                 | 0 - 0 | 0 - 2               | 0 - 2  | América de Cali        |
| Independiente del Valle  | 4 - 0 | 5 - 1               | 1 - 1  | CR Vasco da Gama       |
| CF Universidad de Chile  | 5 - 0 | 6 - 2               | 1 - 2  | Club Guaraní           |
| CA Central Córdoba       | 0 - 0 | 3 - 0               | 3 - 0  | Cerro Largo FC         |

## Phase à élimination directe

### Huitièmes de finale
| Équipe                  | Aller | Total             | Retour | Équipe                  |
| ----------------------- | ----- | ----------------- | ------ | ----------------------- |
| Alianza Lima            | 2 - 0 | Match 9           | -      | CD Universidad Católica |
| CF Universidad de Chile | 1 - 0 | Match 10          | -      | CA Independiente        |
| América de Cali         | 1 - 2 | 1 - 4             | 0 - 2  | Fluminense FC           |
| CA Central Córdoba      | 1 - 0 | Match 12          | -      | CA Lanús                |
| Club Bolívar            | 2 - 0 | Match 13          | -      | Cienciano del Cusco     |
| CA Mineiro              | 2 - 1 | Match 14          | -      | CD Godoy Cruz           |
| Once Caldas             | 1 - 0 | 4 - 1             | 3 - 1  | CA Huracán              |
| Independiente del Valle | 1 - 0 | 2 - 2 Tab : 4 - 2 | 1 - 2  | Mushuc Runa SC          |

### Quarts de finale
| Équipe             | Aller | Total    | Retour | Équipe                  |
| ------------------ | ----- | -------- | ------ | ----------------------- |
| Vainqueur Match 9  | -     | Match 17 | -      | Vainqueur Match 10      |
| Fluminense FC      | -     | Match 18 | -      | Vainqueur Match 12      |
| Vainqueur Match 13 | -     | Match 19 | -      | Vainqueur Match 14      |
| Once Caldas        | -     | Match 20 | -      | Independiente del Valle |

### Demi-finales
| Équipe             | Aller | Total    | Retour | Équipe             |
| ------------------ | ----- | -------- | ------ | ------------------ |
| Vainqueur Match 17 | -     | Match 21 | -      | Vainqueur Match 18 |
| Vainqueur Match 19 | -     | Match 22 | -      | Vainqueur Match 20 |

### Finale
| Équipe             | Score | Équipe             |
| ------------------ | ----- | ------------------ |
| Vainqueur Match 21 | -     | Vainqueur Match 22 |

#### Tableau final
|  | Huitièmes de finale     | Huitièmes de finale     | Huitièmes de finale     | Huitièmes de finale     |               |               | Quarts de finale | Quarts de finale | Quarts de finale | Quarts de finale |  |  | Demi-finales | Demi-finales | Demi-finales | Demi-finales |  |  | Finale | Finale | Finale | Finale |
|  |                         |                         |                         |                         |               |               |                  |                  |                  |                  |  |  |              |              |              |              |  |  |        |        |        |        |
|  |                         |                         |                         |                         |               |               |                  |                  |                  |                  |  |  |              |              |              |              |  |  |        |        |        |        |
|  | Alianza Lima            | Alianza Lima            | 2                       | -                       |               |               |                  |                  |                  |                  |  |  |              |              |              |              |  |  |        |        |        |        |
|  | Alianza Lima            | Alianza Lima            | 2                       | -                       |               |               |                  |                  |                  |                  |  |  |              |              |              |              |  |  |        |        |        |        |
|  | CD Universidad Católica | CD Universidad Católica | 0                       | -                       |               |               |                  |                  |                  |                  |  |  |              |              |              |              |  |  |        |        |        |        |
|  | CD Universidad Católica | CD Universidad Católica | 0                       | -                       |               |               | -                | -                |                  |                  |  |  |              |              |              |              |  |  |        |        |        |        |
|  |                         |                         |                         |                         |               |               | -                | -                |                  |                  |  |  |              |              |              |              |  |  |        |        |        |        |
|  |                         |                         |                         |                         | -             | -             |                  |                  |                  |                  |  |  |              |              |              |              |  |  |        |        |        |        |
|  | CF Universidad de Chile | CF Universidad de Chile | 1                       | -                       | -             | -             |                  |                  |                  |                  |  |  |              |              |              |              |  |  |        |        |        |        |
|  | CF Universidad de Chile | CF Universidad de Chile | 1                       | -                       |               |               |                  |                  |                  |                  |  |  |              |              |              |              |  |  |        |        |        |        |
|  | CA Independiente        | CA Independiente        | 0                       | -                       |               |               |                  |                  |                  |                  |  |  |              |              |              |              |  |  |        |        |        |        |
|  | CA Independiente        | CA Independiente        | 0                       | -                       |               |               | -                | -                |                  |                  |  |  |              |              |              |              |  |  |        |        |        |        |
|  |                         |                         |                         |                         |               |               | -                | -                |                  |                  |  |  |              |              |              |              |  |  |        |        |        |        |
|  |                         |                         |                         |                         | -             | -             |                  |                  |                  |                  |  |  |              |              |              |              |  |  |        |        |        |        |
|  | América de Cali         | América de Cali         | 1                       | 0                       | -             | -             |                  |                  |                  |                  |  |  |              |              |              |              |  |  |        |        |        |        |
|  | América de Cali         | América de Cali         | 1                       | 0                       |               |               |                  |                  |                  |                  |  |  |              |              |              |              |  |  |        |        |        |        |
|  | Fluminense FC           | Fluminense FC           | 2                       | 2                       |               |               |                  |                  |                  |                  |  |  |              |              |              |              |  |  |        |        |        |        |
|  | Fluminense FC           | Fluminense FC           | 2                       | 2                       | Fluminense FC | Fluminense FC | -                | -                |                  |                  |  |  |              |              |              |              |  |  |        |        |        |        |
|  |                         |                         |                         |                         | Fluminense FC | Fluminense FC | -                | -                |                  |                  |  |  |              |              |              |              |  |  |        |        |        |        |
|  |                         |                         |                         |                         | -             | -             |                  |                  |                  |                  |  |  |              |              |              |              |  |  |        |        |        |        |
|  | CA Central Córdoba      | CA Central Córdoba      | 1                       | -                       | -             | -             |                  |                  |                  |                  |  |  |              |              |              |              |  |  |        |        |        |        |
|  | CA Central Córdoba      | CA Central Córdoba      | 1                       | -                       |               |               |                  |                  |                  |                  |  |  |              |              |              |              |  |  |        |        |        |        |
|  | CA Lanús                | CA Lanús                | 0                       | -                       |               |               |                  |                  |                  |                  |  |  |              |              |              |              |  |  |        |        |        |        |
|  | CA Lanús                | CA Lanús                | 0                       | -                       | -             |               |                  |                  |                  |                  |  |  |              |              |              |              |  |  |        |        |        |        |
|  |                         |                         |                         |                         |               |               |                  |                  |                  |                  |  |  |              |              |              |              |  |  |        |        |        |        |
|  |                         |                         |                         |                         | -             |               |                  |                  |                  |                  |  |  |              |              |              |              |  |  |        |        |        |        |
|  | Club Bolívar            | Club Bolívar            | 2                       | -                       |               |               |                  |                  |                  |                  |  |  |              |              |              |              |  |  |        |        |        |        |
|  | Club Bolívar            | Club Bolívar            | 2                       | -                       |               |               |                  |                  |                  |                  |  |  |              |              |              |              |  |  |        |        |        |        |
|  | Cienciano del Cusco     | Cienciano del Cusco     | 0                       | -                       |               |               |                  |                  |                  |                  |  |  |              |              |              |              |  |  |        |        |        |        |
|  | Cienciano del Cusco     | Cienciano del Cusco     | 0                       | -                       |               |               | -                | -                |                  |                  |  |  |              |              |              |              |  |  |        |        |        |        |
|  |                         |                         |                         |                         |               |               | -                | -                |                  |                  |  |  |              |              |              |              |  |  |        |        |        |        |
|  |                         |                         |                         |                         | -             | -             |                  |                  |                  |                  |  |  |              |              |              |              |  |  |        |        |        |        |
|  | CA Mineiro              | CA Mineiro              | 2                       | -                       | -             | -             |                  |                  |                  |                  |  |  |              |              |              |              |  |  |        |        |        |        |
|  | CA Mineiro              | CA Mineiro              | 2                       | -                       |               |               |                  |                  |                  |                  |  |  |              |              |              |              |  |  |        |        |        |        |
|  | CD Godoy Cruz           | CD Godoy Cruz           | 1                       | -                       |               |               |                  |                  |                  |                  |  |  |              |              |              |              |  |  |        |        |        |        |
|  | CD Godoy Cruz           | CD Godoy Cruz           | 1                       | -                       |               |               | -                | -                |                  |                  |  |  |              |              |              |              |  |  |        |        |        |        |
|  |                         |                         |                         |                         |               |               | -                | -                |                  |                  |  |  |              |              |              |              |  |  |        |        |        |        |
|  |                         |                         |                         |                         | -             | -             |                  |                  |                  |                  |  |  |              |              |              |              |  |  |        |        |        |        |
|  | Once Caldas             | Once Caldas             | 1                       | 3                       | -             | -             |                  |                  |                  |                  |  |  |              |              |              |              |  |  |        |        |        |        |
|  | Once Caldas             | Once Caldas             | 1                       | 3                       |               |               |                  |                  |                  |                  |  |  |              |              |              |              |  |  |        |        |        |        |
|  | CA Huracán              | CA Huracán              | 0                       | 1                       |               |               |                  |                  |                  |                  |  |  |              |              |              |              |  |  |        |        |        |        |
|  | CA Huracán              | CA Huracán              | 0                       | 1                       | Once Caldas   | Once Caldas   | -                | -                |                  |                  |  |  |              |              |              |              |  |  |        |        |        |        |
|  |                         |                         |                         |                         | Once Caldas   | Once Caldas   | -                | -                |                  |                  |  |  |              |              |              |              |  |  |        |        |        |        |
|  |                         |                         | Independiente del Valle | Independiente del Valle | -             | -             |                  |                  |                  |                  |  |  |              |              |              |              |  |  |        |        |        |        |
|  | Independiente del Valle | Independiente del Valle | Independiente del Valle | Independiente del Valle | -             | -             | 1                | 1 (4)            |                  |                  |  |  |              |              |              |              |  |  |        |        |        |        |
|  | Independiente del Valle | Independiente del Valle |                         |                         |               |               |                  | 1 (4)            |                  |                  |  |  |              |              |              |              |  |  |        |        |        |        |
|  | Mushuc Runa SC          | Mushuc Runa SC          | 0                       | 2 (2)                   |               |               |                  |                  |                  |                  |  |  |              |              |              |              |  |  |        |        |        |        |
|  | Mushuc Runa SC          | Mushuc Runa SC          | 0                       | 2 (2)                   |               |               |                  |                  |                  |                  |  |  |              |              |              |              |  |  |        |        |        |        |
|  |                         |                         |                         |                         |               |               |                  |                  |                  |                  |  |  |              |              |              |              |  |  |        |        |        |        |